# Lutzomyia olmeca
Lutzomyia olmeca är en tvåvingeart. Lutzomyia olmeca ingår i släktet Lutzomyia och familjen fjärilsmyggor.
Arten är en vektor för parasiten Leishmania mexicana som kan orsaka sjukdomen leishmaniasis..

## Underarter
Arten delas in i följande underarter:
- L. o. bicolor
- L. o. nociva
- L. o. olmeca
- L. o. reducta